# Marienrachdorf
Marienrachdorf település Németországban, Rajna-vidék-Pfalz tartományban. Lakosainak száma 1020 fő (2023. december 31.).

## Népesség
A település népességének változása:
| Lakosok száma | 683  | 996  | 993  | 997  | 1021 | 1020 |
|               | 1975 | 2017 | 2019 | 2021 | 2022 | 2023 |